# Орден «За заслуги перед Литвою»
Орден «За за́слуги пе́ред Литво́ю» (лит. Ordinas «Už nuopelnus Lietuvai») — державна нагорода Литовської Республіки.
Орден був заснований 18 червня 2002 року для нагородження литовських та іноземних громадян за особливі заслуги на благо Литви в різних галузях професійної діяльності.
Орден «За заслуги перед Литвою» має п'ять ступенів і медаль ордена.

## Положення про нагороду
|  | 35 стаття. Нагородження орденом «За заслуги перед Литвою». 1. Орденом «За заслуги перед Литвою» нагороджуються особи за особливі заслуги на славу Литви, за розвиток і розширення міждержавних відносин, за гуманітарну допомогу Литві, за особливі заслуги в державній службі, культурі, науці і освіті, підприємництві та промисловості, охороні здоров'я і соціальному захисті, військовій справі, спорті, господарської діяльності та інших галузях. 2. На знаку ордена, у вінку, що з'єднує знак ордена зі стрічкою, відповідним символом позначається галузь діяльності нагородженого. 36 стаття. Структура ордена «За заслуги перед Литвою». 1. Орден «За заслуги перед Литвою» має п'ять ступенів. 2. Знаками ордену є: Великий хрест, Великий командорський хрест, Командорський хрест, Офіцерський хрест і Лицарський хрест. 3. Великий хрест ордена складає: 1) хрест — золотий, п'ятикутний, покритий білою емаллю, 50 мм величиною. На ньому — оксидована срібна Погоня. Між кінцями хреста — сонячні промені. На зворотній стороні: в кінцях хреста — герби Вільнюса, Каунаса, Клайпеди Шяуляя та Панявежіса, в центрі — напис «Для Литви» (лат. «Pro Lituania») і рік заснування ордена — «2002»; 2) зірка — срібна, дев'ятипроменева, 85 мм діаметром. У центрі — зменшений знак ордена «За заслуги перед Литвою»; 3) стрічка — червоного муару, 100 мм завширшки (для жінок — 65 мм завширшки), з двома жовтими і зеленими смужками по краях. 4. Великий командорський хрест ордена складає: 1) хрест — як Великий хрест; 2) зірка — як у Великого хреста; 3) стрічка — як стрічка Великого хреста, але 40 мм завширшки. 5. Командорський хрест ордена складає: 1) хрест — як Великий хрест; 2) стрічка — як стрічка Великого хреста, але 40 мм завширшки. 6. Офіцерський хрест ордена складає: 1) хрест — як Великий хрест, але 42 мм величиною; 2) стрічка — як стрічка Великого хреста, але 32 мм завширшки з розеткою. 7. Лицарський хрест ордена складає: 1) хрест — як Великий хрест, але 42 мм величиною; 2) стрічка — як стрічка Великого хреста, але 32 мм завширшки. |

## Елементи художнього оформлення знака ордена та зірки
В основу художнього оформлення знака ордена та зірки покладена «Погоня» (лит. Vytis) — срібний вершник на білому коні, історичний та сучасний герб Литви, накладений на п'ятикутний хрест незвичайної форми. Автор проєкту — художник Антанас Вайчякаускас (лит. Antanas Vaičekauskas).

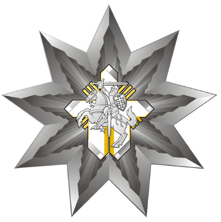
Зірка ордена
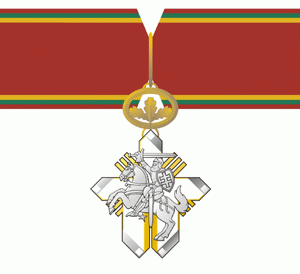
Знак ордена
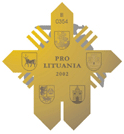
Зворотна сторона знака ордена

| З'єднувальні вінки                      | З'єднувальні вінки   | З'єднувальні вінки | З'єднувальні вінки             | З'єднувальні вінки                   | З'єднувальні вінки | З'єднувальні вінки |
| Державна служба та міжнародні відносини | Гуманітарна допомога | Культура і освіта  | Підприємництво і промисловість | Охорона здоров'я і соціальний захист | Військова справа   | Спорт              |
| --------------------------------------- | -------------------- | ------------------ | ------------------------------ | ------------------------------------ | ------------------ | ------------------ |
|                                         |                      |                    |                                |                                      |                    |                    |

## Знаки ордена
Знаки ордена «За заслуги перед Литвою» і зірка виготовляються з срібла, оксидується та полірується, хрест золотиться і покривається білою емаллю. З'єднувальні вінки виготовляються зі срібла і покриваються позолотою. Медаль ордена карбується зі срібла, оксидується і полірується.
Знаки ордена «За заслуги перед Литвою», зірка і медаль виготовляються вільнюським підприємством «Мятало форма» (лит. «Metalo forma»).
| Великий хрест                                       | Великий хрест, для нагородження жінок | Великий командорський хрест                 |
| --------------------------------------------------- | ------------------------------------- | ------------------------------------------- |
|                                                     |                                       |                                             |
|                                                     |                                       |                                             |
|                                                     |                                       |                                             |
| Великий командорський хрест, для нагородження жінок | Командорський хрест                   | Командорський хрест, для нагородження жінок |
|                                                     |                                       |                                             |
|                                                     |                                       |                                             |
|                                                     |                                       |                                             |
| Офіцерський хрест                                   | Лицарський хрест                      | Медаль ордена                               |
|                                                     |                                       |                                             |
|                                                     |                                       |                                             |

## Нагородження орденом
База даних осіб, нагороджених орденом «За заслуги перед Литвою» доступна на сторінці Президента Литовської Республіки.